# 봉민호
봉민호(奉民浩, 1996년 6월 26일~)는 대한민국의 야구 선수로 KBO 리그에서 투수로 활동했다.

## 경력
충청북도 청주시 출신이다. 우암초를 졸업하고 본격적으로 야구를 하기 위해 서울의 자양중학교로 진학했다. 중학교 졸업 후 경기고등학교로 진학하여 야구부 주전 선수로 활동했다.
2015년 한국프로야구 신인 드래프트 2차 8라운드에서 SK 와이번스의 지명을 받으며 입단하였다. 2018년 5월 11일 LG 트윈스와의 경기에서 구원 등판하며 데뷔 첫 경기를 치렀고, 경기에서 1.1이닝 1실점을 기록했다.
이후 2020년 KBO 리그 2차 드래프트를 통해 삼성 라이온즈로 이적하였다. 사회복무요원 복무 후 2022년에 합류할 예정이었으나 2021년 11월에 방출됐다.

## 출신 학교
- 우암초등학교
- 자양중학교
- 경기고등학교

## 통산 기록
| 연도 | 팀명  | 평균자책점 | 경기 | 완투 | 완봉 | 승 | 패 | 세 | 홀 | 승률 | 타자 | 이닝 | 피안타 | 피홈런 | 볼넷 | 사구 | 탈삼진 | 실점 | 자책점 |
| ---- | ----- | ---------- | ---- | ---- | ---- | -- | -- | -- | -- | ---- | ---- | ---- | ------ | ------ | ---- | ---- | ------ | ---- | ------ |
| 2018 | SK    | 6.75       | 1    | 0    | 0    | 0  | 0  | 0  | 0  | -    | 5    | 1.1  | 1      | 1      | 0    | 0    | 2      | 1    | 1      |
| 통산 | 1시즌 | 6.75       | 1    | 0    | 0    | 0  | 0  | 0  | 0  | -    | 5    | 1.1  | 1      | 1      | 0    | 0    | 2      | 1    | 1      |